# Pfarrkirche Kleinraming

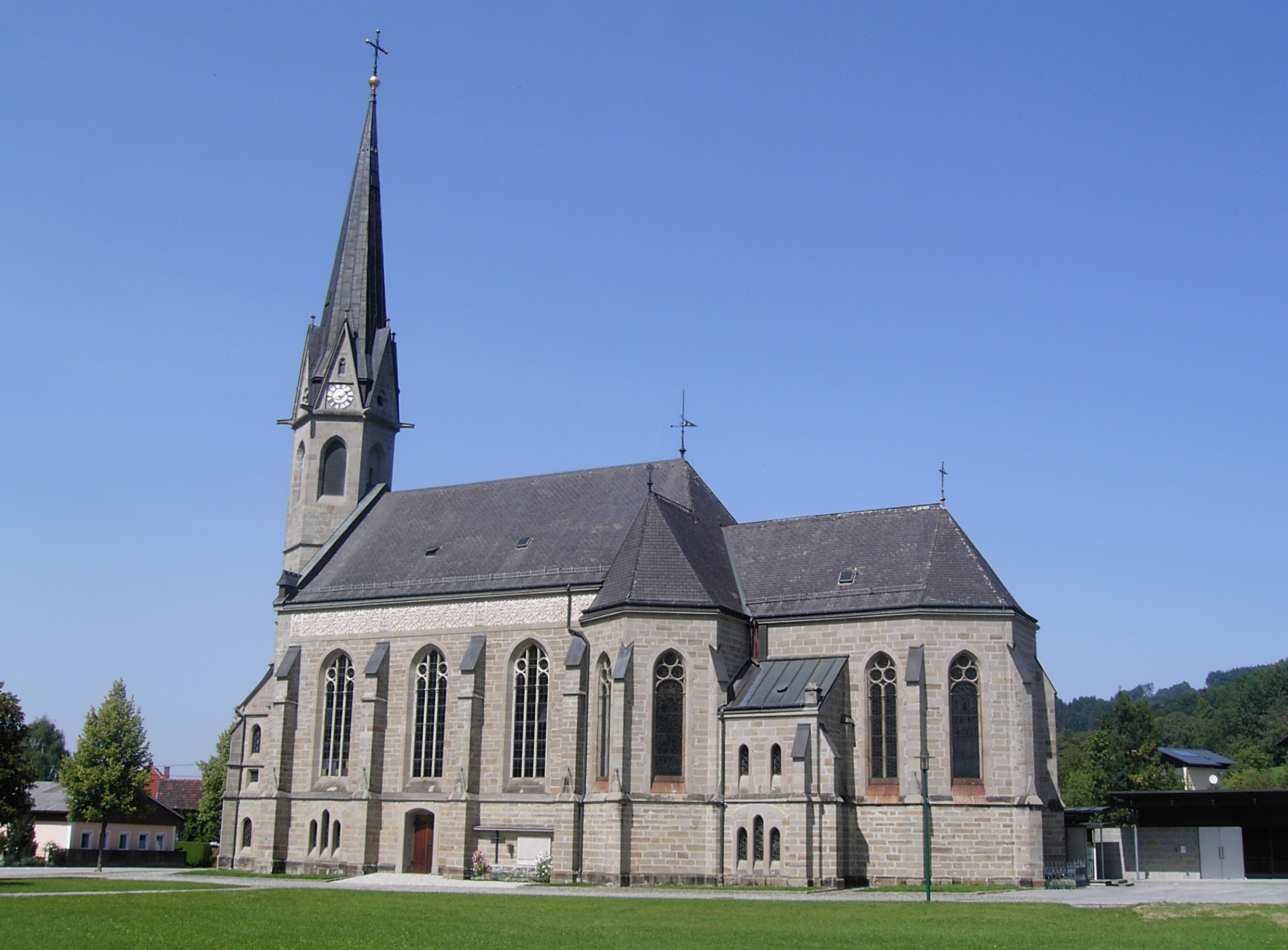
Pfarrkirche Mariä Empfängnis in Kleinraming

Die Pfarrkirche Kleinraming steht im Ort Kleinraming in der Gemeinde St. Ulrich bei Steyr in Oberösterreich. Die römisch-katholische Pfarrkirche Unbefleckte Empfängnis Mariä gehört zum Dekanat Steyr in der Diözese Linz. Die Kirche steht unter Denkmalschutz (Listeneintrag).

## Geschichte
Ein Kirchenbauverein wurde 1880 gegründet. Die Kirche aus dreijochigem einschiffigem Langhaus und eingezogenem Chor wurde nach den Plänen des Linzer Dombaumeisters Raimund Jeblinger im neugotischen Stil erbaut und am 21. September 1905 vom Bischof Franz Maria Doppelbauer als Filialkirche der Pfarrkirche St. Ulrich bei Steyr geweiht. Die Kirche wurde 1947 zur Pfarrkirche erhoben. Der Anbau einer Sakristei (1989), eines Aufbahrungshauses (1996) und eines Pfarrheims (2024) erfolgte mit dem Grazer Architekten Alfred Bramberger.

## Ausstattung

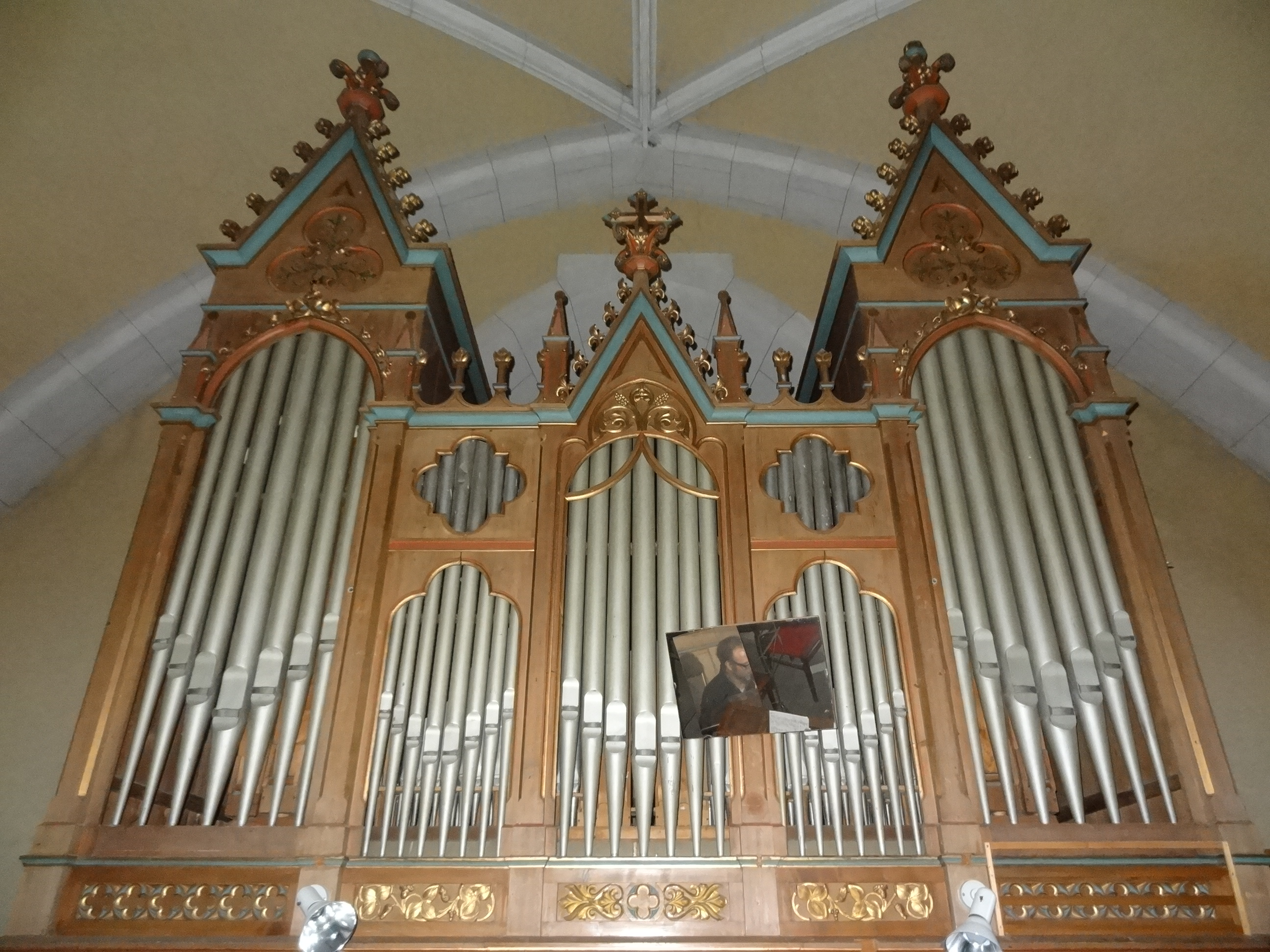
Neusser-Orgel von 1908

Die neugotische Kirchenausstattung aus der Bauzeit mit Hochaltar und Seitenaltären aus der Ottensheimer Werkstätte wurde von 1985 bis 1991 restauriert. Der Hochaltar trägt die Figur Maria Immaculata mit Kind. Der linke Seitenaltar trägt die Figuren Leonhard mit dem Vieh und Florian mit dem Wasser. Der rechte Seitenaltar trägt die Figuren Leopold mit der Kirche und Antonius mit dem Kind. Der Bildhauer Sepp Auer schuf nach der Liturgiereform den neuen Volksaltar, den Ambo, die Session, Kelch und Hostienschale, die Kerzen- und Notenständer. Die pneumatische Orgel mit zwölf Registern auf zwei Manualen und Pedal wurde 1908 von Karl Neusser aus Neutitschein hinter einem neugotischen Prospekt erbaut.
Die Plastik Totenbrett im Aufbahrungsraum schuf der Künstler Wolfgang Kodada.